# Premières Nations
Les Premières Nations (en anglais : First Nations) forment, avec les Inuits et les Métis, les peuples autochtones du Canada. Les membres des Premières Nations peuvent être inscrits, en vertu de la Loi sur les Indiens, et obtenir le statut d'Indien, ou non-inscrits. L'expression s'est répandue dans les années 1970 afin de remplacer le terme « Indien », jugé offensant,. Nombre de collectivités autochtones ont adopté l’expression « Première Nation » pour remplacer l'expression « bande indienne », le cas échéant, l'expression s'emploie plutôt pour désigner précisément le groupe d'autochtones en question. 
Sur plus d'un million de personnes qui se définissent comme autochtones au Canada, 64 % font partie des Premières Nations. Elles se répartissent en 50 nations ou groupes linguistiques et 630 communautés. La majorité (54 %) des membres des Premières Nations vivent en milieu urbain et non plus en réserve.

## Terminologie
Ensemble, les Premières Nations, les Inuits et les Métis forment les peuples autochtones canadiens. Les Premières Nations sont donc constituées de l'ensemble de la population autochtone canadienne qui n'est pas d'origine inuite ou métisse. Leurs membres représentent environ 60 % des Autochtones du pays. 
L'expression « Premières Nations » s'est répandue à partir des années 1980 en remplacement du terme « Indiens » considéré comme péjoratif et surtout inexact (l'Indien étant l'habitant de l'Inde).
Une confusion peut exister entre l'utilisation de l'expression « Premières Nations » au pluriel et « Première Nation » au singulier. Certains peuples autochtones utilisent le terme « Première Nation » à la place de « bande » pour désigner leur communauté. Dans ce dernier cas, l'expression ne désigne pas l'ensemble des Premières Nations du Canada, mais réfère plutôt au groupe d'autochtones (la « bande ») visé. Il est par ailleurs, dans ce cas, plus souvent employé au singulier (par exemple : la Première Nation de Long Point) et désigne la bande uniquement, et non l'entité territoriale sur laquelle vit la Première Nation (qui elle demeure une réserve).
Le mot « Indien » reste le terme légal même si son usage est en déclin,. Le terme « Native Americans » s'applique aux peuples autochtones des États-Unis et son équivalent « Native Canadians » est peu utilisé au Canada. La Proclamation royale de 1763 se référait aux Autochtones de l'Amérique du Nord britannique comme « tribus » ou « nations ».

## Histoire

### Premier peuplement

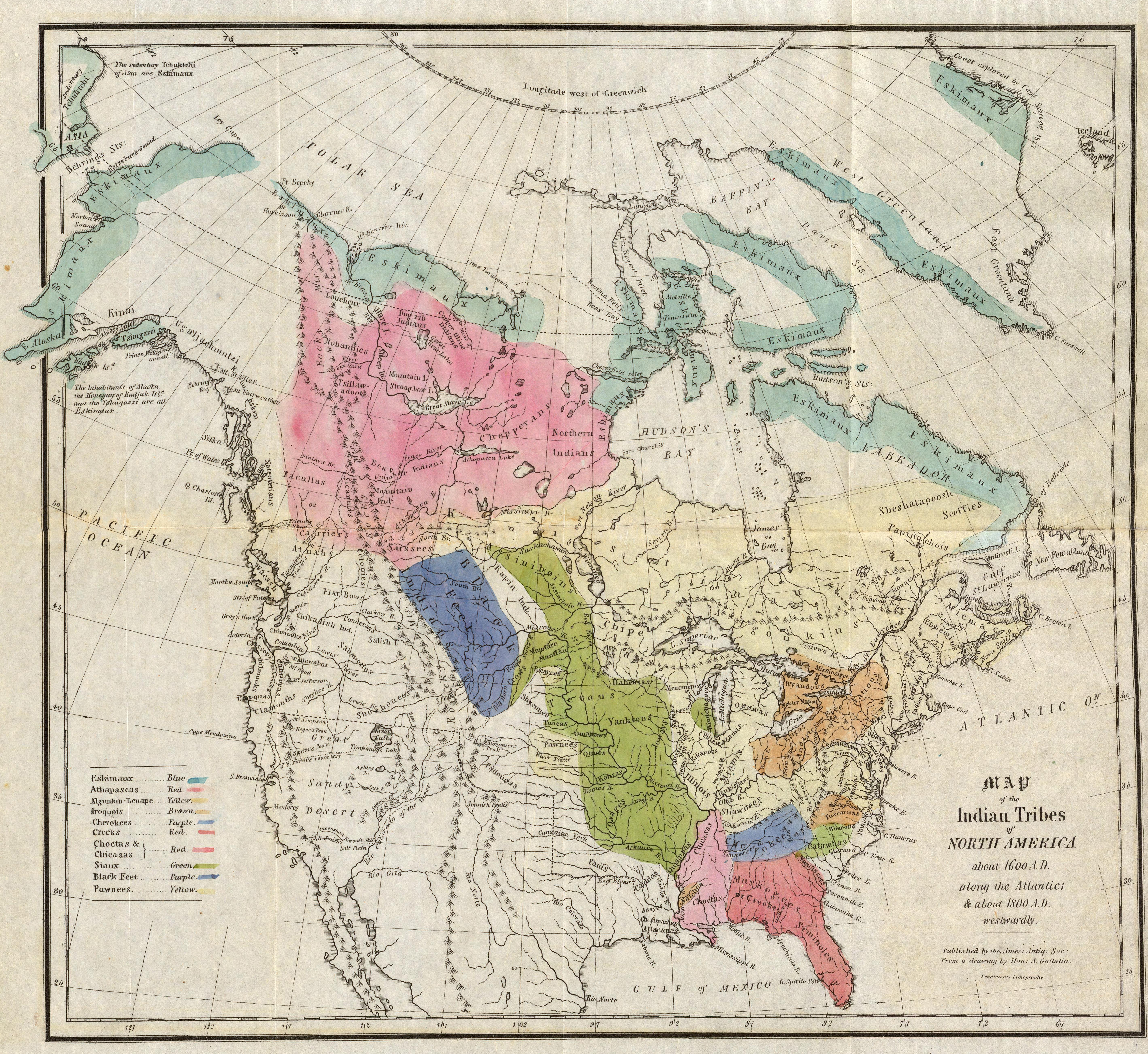
Contrôle du territoire nord-américain par les Premières Nations, début XVIIe siècle.

Les ancêtres des Premières Nations viennent d'Asie et particulièrement de la Sibérie. Ils franchissent le détroit de Béring, alors à sec, et parviennent en Alaska. Tandis que certains longent la côte jusqu'à l'endroit faisant partie des États-Unis, les autres attendent 13 000 ans pour qu'un passage se forme entre les deux glaciers et qu'ils descendent vers le sud. Ces deux groupes sont à l'origine des actuels Amérindiens.

### Expansion des Premières Nations

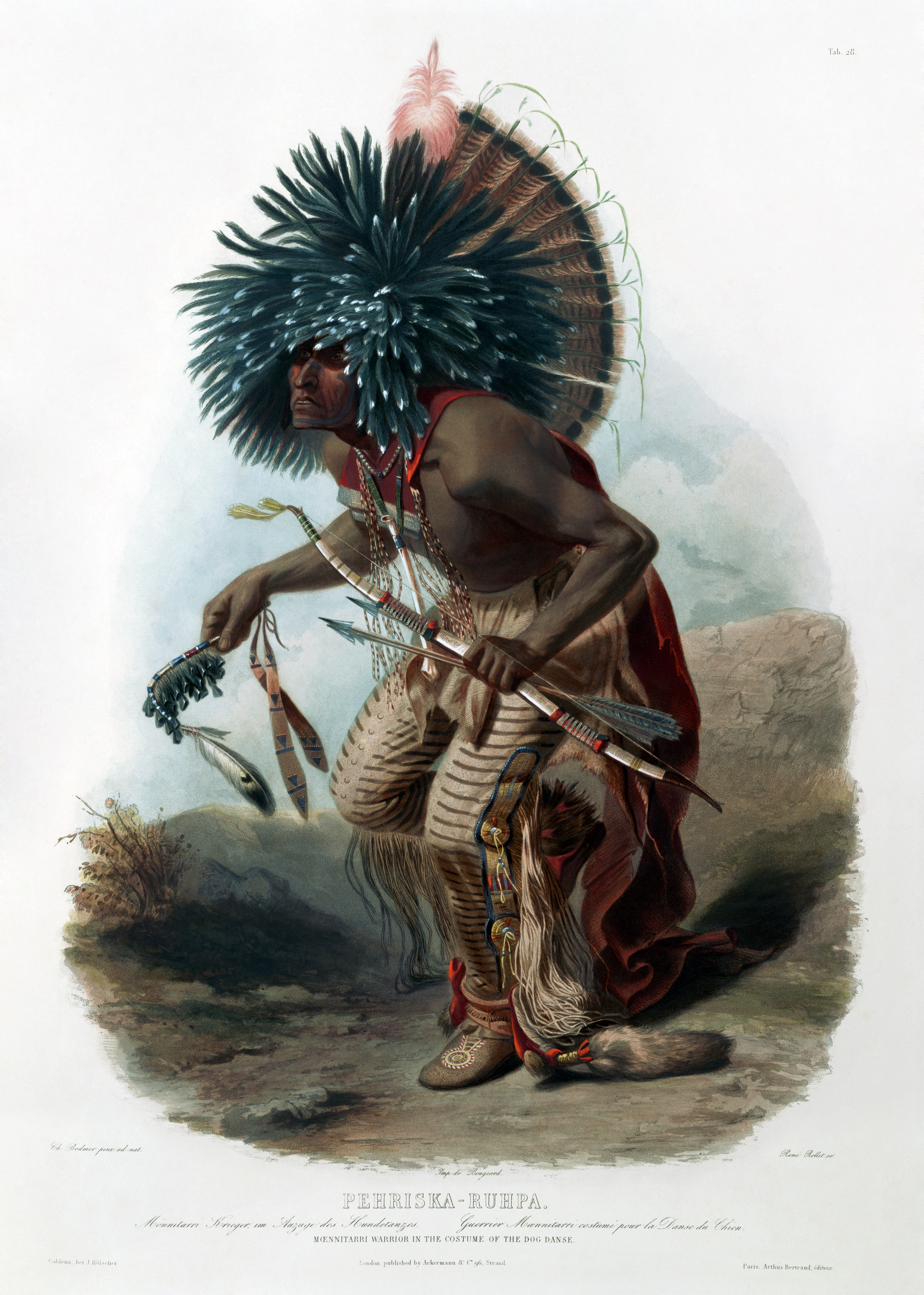
Guerrier autochtone Moennitarri.

Ces conflits trouvent leur origine dans l'expansion des treize premières colonies américaines qui se traduisit aussi par la conquête de l'Ouest. Ces conflits feront l'objet de représailles de la part des deux camps, tels que des massacres et des pillages, mais qui restèrent limités au continent dit « américain » ; jamais les membres des Premières Nations ne firent de tentative de conquêtes.

### XIXesiècle
Dès 1876, une loi interdit aux autochtones de devenir propriétaires ; « l’article 70 de l’Acte des Sauvages, 1876, interdisait aux Indiens d’exercer tout droit d’établissement dans les Prairies ». Le premier Premier ministre du Canada, John A. Macdonald, organise une politique qualifiée d'« ethnocide » envers les autochtones des plaines du centre du pays afin de s'approprier leurs terres, provoquant intentionnellement des famines, des exécutions arbitraires et l'assimilation forcée des enfants dans des pensionnats spécialement construits à cet effet. Les autochtones chassés de leurs terres sont conduits dans des réserves où ils sont dépourvus de tout droit et de toute liberté ; ils ne pourront sortir de ces réserves qu'à partir des années 1950. Encore aujourd'hui, « une réserve est régie par la loi sur les Indiens et est définie comme étant une "parcelle de terrains dont Sa Majesté est propriétaire et qu’elle a mise de côté pour l’usage et au profit d’une bande indienne" » ; ils sont ainsi privés de droit de propriété.

### XXesiècle
Quelque 150 000 enfants amérindiens ont été envoyés de force dans des pensionnats subventionnés par le gouvernement. Cette pratique s'est poursuivie jusqu'en 1996. Entre 3 000 et 6 000 enfants sont morts dans ces pensionnats, de causes diverses : environ la moitié sont morts de la tuberculose et d’autres maladies infectieuses, d’autres dans les incendies qui ont ravagé ces établissements souvent vétustes, certains par suicide ou en tentant de fuir. Quelques établissements ont planifié la malnutrition de certains enfants à des fins d'expérimentations médicales. Entre 1942 et 1952, des enfants autochtones ont été délibérément affamés afin d'élargir les connaissances médicales sur l’apport d’éléments nutritionnels.

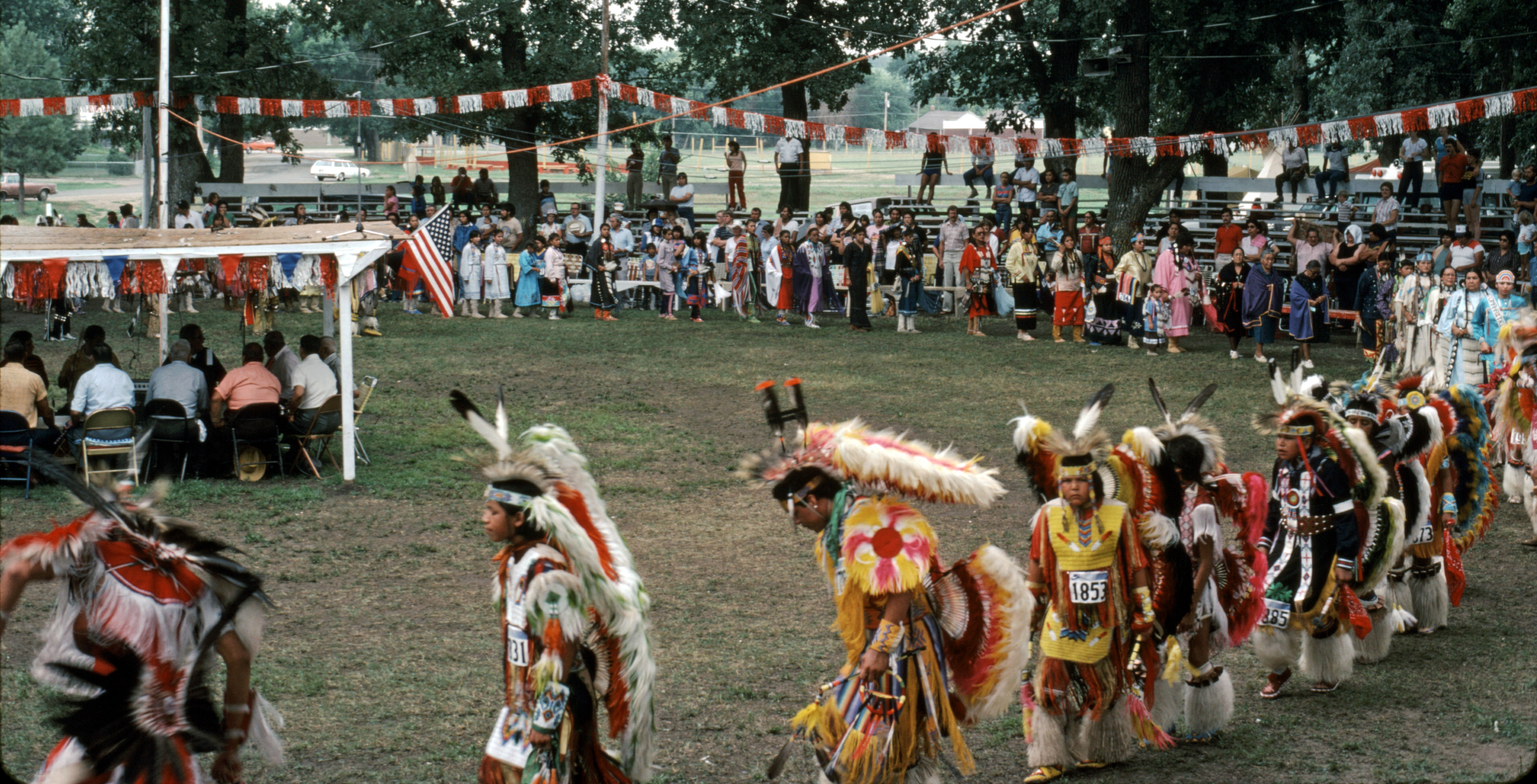
Pow-wow, rassemblement d'Autochtones.

C'est en 1961 que l'article 112, traitant de l'émancipation obligatoire des Premières Nations fut aboli. Jusque là, le statut d’Indien était perdu dès qu'un autochtone recevait un « diplôme universitaire, qu’il devient ministre d’un culte chrétien ou qu’il obtient un titre professionnel de médecin ou d’avocat ». Il leur était interdit même de danser ou de faire des rassemblements ou des potlachs ; « pendant près d’un siècle, les membres des Premières Nations enfreignent la loi s’ils manifestent leur identité de manière traditionnelle, et il leur est impossible d’interagir vraiment avec la société non autochtone sans perdre leur statut ». En 1951, une nouvelle version de la loi paraît, mais elle reste fondamentalement discriminatoire : par exemple, une femme autochtone qui se marie à un non autochtone perd de fait son statut d'Indienne. À ce sujet, « une Indienne qui épouse un Indien devient membre de la bande de son mari et perd du même coup toute appartenance à sa bande d’origine. De plus, elle perd complètement son statut d’Indienne si son mari meurt ou l’abandonne ». « En novembre 2017, le gouvernement fédéral s’engage à éliminer le sexisme énoncé dans la Loi ».
Pour ce qui est des langues maternelles, elles ne jouissent d'aucune reconnaissance officielle dans la Constitution canadienne (ni même celle de 1982). Mais depuis 2002, en vertu de la Loi sur les eaux du Nunavut et le Tribunal des droits de surface du Nunavut, les Inuits ont le droit d'utiliser leur langue maternelle, l'inuktitut. « Les séquelles de ces politiques assimilatrices persistent encore aujourd’hui. En effet, le recensement du Canada de 2011 révèle que la plupart des 60 langues autochtones recensées sont menacées de disparition ».

### Excuses gouvermentales
Le 11 juin 2008, le premier ministre Stephen Harper présente les excuses des autorités canadiennes aux 150 000 enfants autochtones qui subirent une tentative d'assimilation dans des pensionnats chrétiens financés par le gouvernement. Harper déclare : « Le gouvernement du Canada est sincèrement désolé, et demande pardon aux populations autochtones de ce pays, pour avoir si profondément failli à leur égard. Nous sommes désolés ».
Ces excuses font écho à celles présentées quatre mois plus tôt par le premier ministre australien Kevin Rudd aux Générations volées aborigènes.

## Population et réserves
Le tableau suivant classifie par province ou territoire le nombre de bandes indiennes, le nombre de personnes ayant le statut d'« Indien » selon la Loi sur les Indiens (donc faisant partie des Premières Nations) et le nombre de réserves indiennes. 
En 2021, les membres des Premières Nations représentent 60,14 % de la population totale des Autochtones du Canada. 
| Province/territoire       | Nombre de bandes | Nombre d'« Indiens » | Réserves |
| ------------------------- | ---------------- | -------------------- | -------- |
| Colombie-Britannique      | 199              | 125 105              | 1 729    |
| Ontario                   | 140              | 151 550              | 215      |
| Saskatchewan              | 70               | 110 910              | 819      |
| Manitoba                  | 63               | 121 415              | 405      |
| Alberta                   | 48               | 115 020              | 142      |
| Québec                    | 40               | 61 810               | 45       |
| Territoires du Nord-Ouest | 26               | 11 565               | 30       |
| Yukon                     | 18               | 5 835                | 15       |
| Nouveau-Brunswick         | 15               | 13 555               | 32       |
| Nouvelle-Écosse           | 13               | 15 955               | 43       |
| Terre-Neuve-et-Labrador   | 4                | 19 080               | 4        |
| Île-du-Prince-Édouard     | 2                | 1 235                | 6        |
| Nunavut                   | 0                | 70                   | 0        |
| Canada                    | 638              | 753 105              | 3 485    |

## Gouvernement
En vertu des dispositions de la Loi sur les Indiens, les membres des Premières Nations sont, lorsque résidents d'une réserve indienne, gouvernés par un conseil de bande qui administre le territoire de la réserve. Des traités ultérieurs entre les ordres de gouvernement et les collectivités autochtones peuvent cependant prévoir des modalités distinctes en ce qui a trait à l'administration desdites réserves. 

## Culture

### Langues

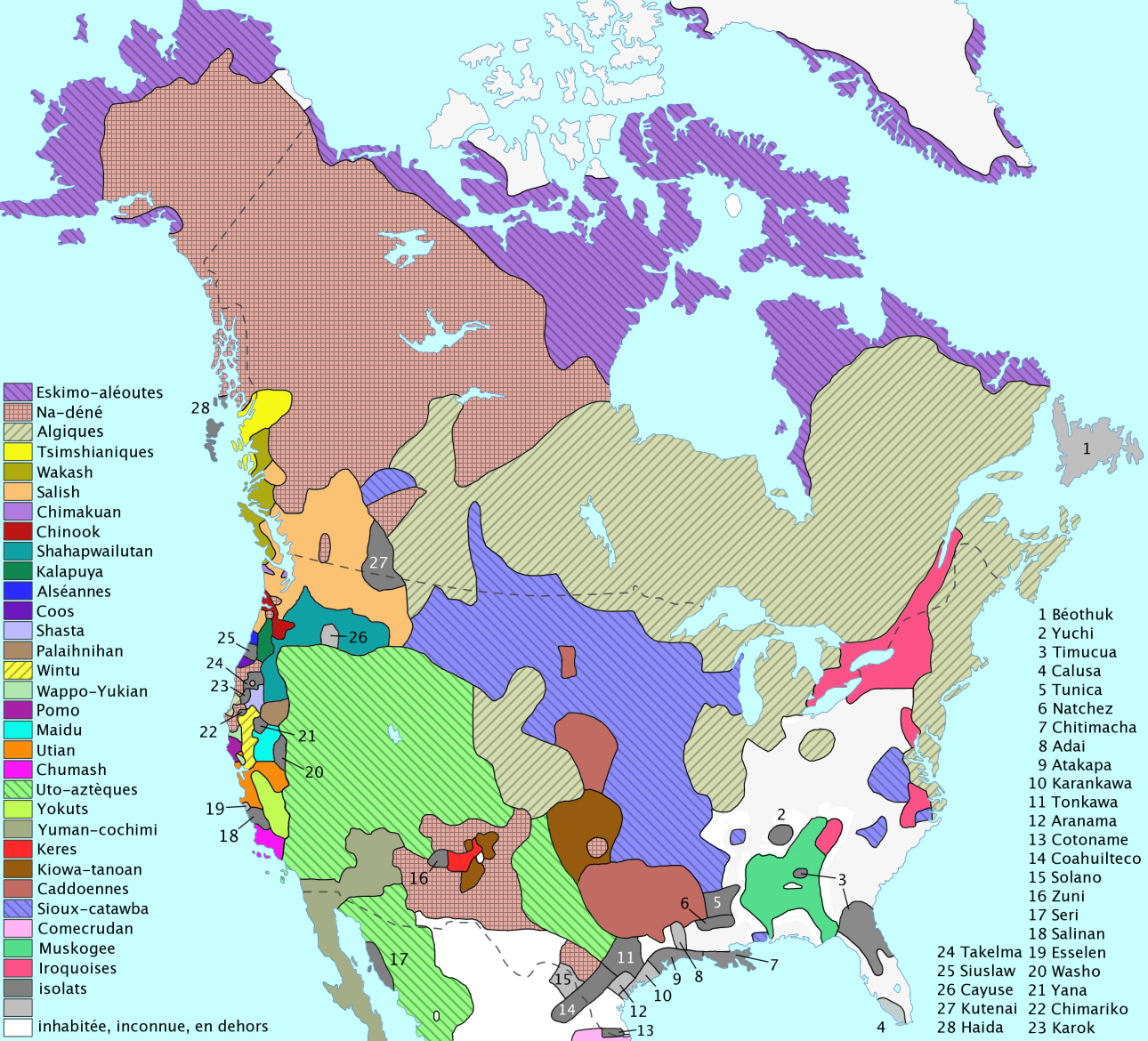
Familles de langues autochtones et isolats en Amérique du Nord.

Au Canada, les ethnolinguistes estiment le nombre de langues des Premières Nations, mortes et toujours existantes confondues, à 1 321. Bien que certaines comportent des différences majeures par rapport à d'autres, les spécialistes ont pu cependant les regrouper en « familles » n'ayant parfois connu aucun contact.
Les langues européennes ont nommé, en utilisant leurs propres vocabulaires, des éléments des cultures autochtones, ce qui introduit des confusions.
Sans écriture, les Premières Nations ont laissé peu de traces anciennes. Néanmoins, les cultures des Premières Nations ont influencé les toponymes : plusieurs provinces portent un nom d'origine autochtone (Manitoba, Saskatchewan, Ontario, Québec, etc.). De nombreux fleuves (Athabasca, Assiniboine, etc.) et éléments de géographie physique ont été puisés dans les langues des Premières Nations.

### Culture et spiritualité

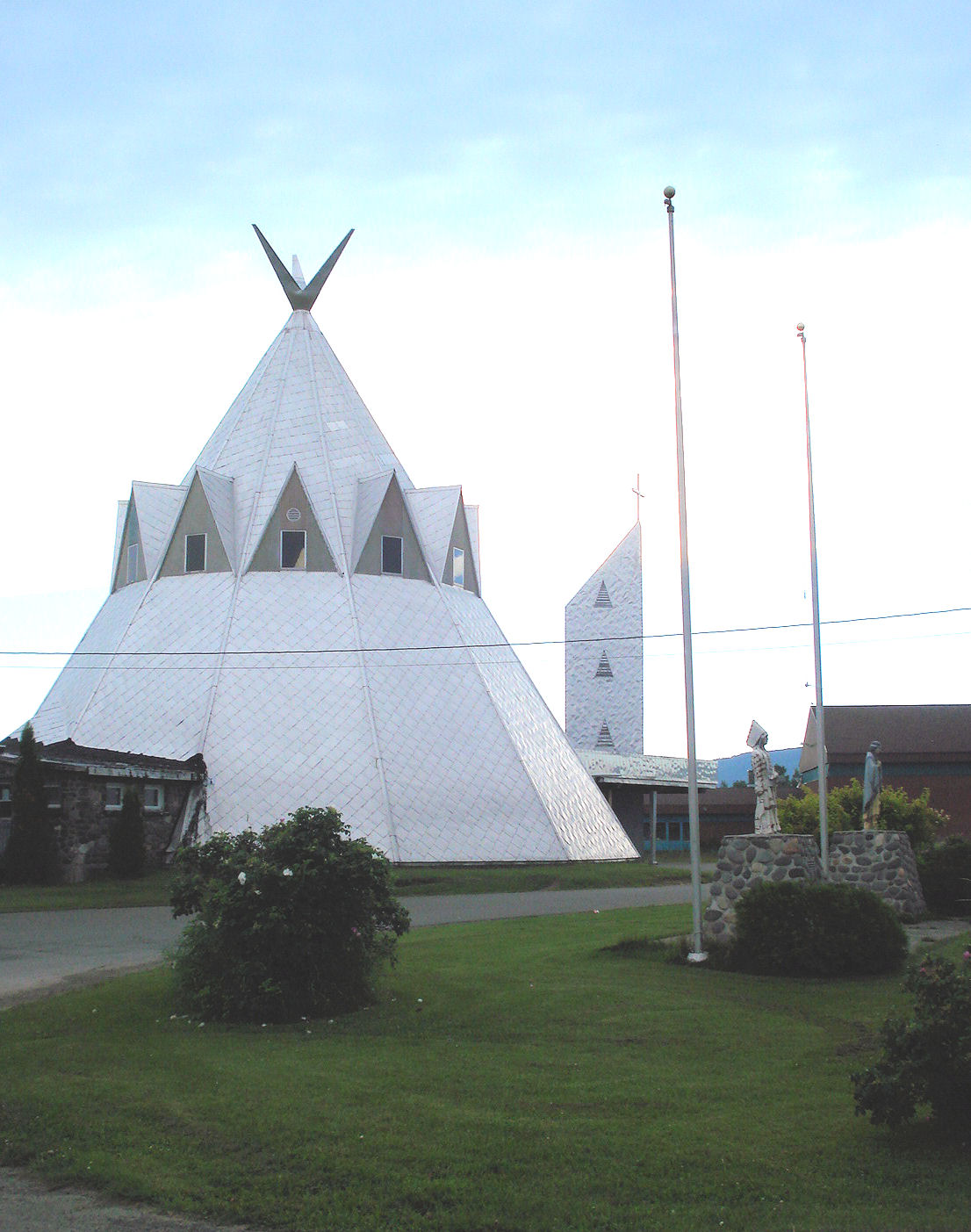
Église en forme de tipi de la réserve indienne de Gesgapegiag au Québec.

La culture des Premières Nations est ancrée dans le récit. Depuis des temps immémoriaux, ils ont recours à la tradition orale pour transmettre les connaissances d’ une génération à l’ autre. Croyances, histoire, valeurs, pratiques, coutumes, rituels, relations et modes de vie sont ainsi enseignés.
On regroupe le plus souvent les cultures des Premières Nations en grands ensembles géographiques : Nord-Est, Nord-Ouest (région subarctique, Nord-Ouest), Grandes Plaines, Sud-Est, Sud-Ouest, forêts de l'Est. Les conditions de vie étaient donc très différentes selon le milieu de vie des Premières Nations. La diversité des peuples s'exprime également dans le domaine des croyances. On peut néanmoins dégager quelques points communs aux nombreuses tribus :
- Un Dieu créateur et unique appelé « Le Grand Esprit » auquel les membres des Premières Nations donnent le nom de Wacondah.
- Des dieux secondaires ou « Esprits Auxiliaires » (par exemple : les esprits du vent, du feu, du tonnerre, ou wakantanka le dieu de la chasse).
- Des dieux démoniaques ou créatures maléfiques tel le Wendigo.
- Les Premières Nations étaient animistes. Offrandes à la terre-mère.
- Le chamanisme : lecture des signes au moyen d'enthéogènes ou d'artifices.
- Le symbolisme : chaque animal et élément sacré doit être représenté sous forme de totem ou de signes (cercle, croix, triangle).

Les Premières Nations partageaient également des rites communs :
- Rites de purification avant les prières et les cérémonies : utilisation du tabac et de la sauge des devins,
- Prières et transes en cercles,
- Les pow-wow,
- La Danse des Esprits (The Ghost Dance) : les participants répètent des couplets au son des tambours. Les incantations peuvent mener à la transe,
- La Danse du Soleil (The Sun Dance) dans les Grandes Plaines pour vénérer le soleil, pendant la période du solstice d'été. Elle était accompagnée de mutilations corporelles volontaires destinées à montrer son courage et à entrer en transe.

## Images

Divers sujets
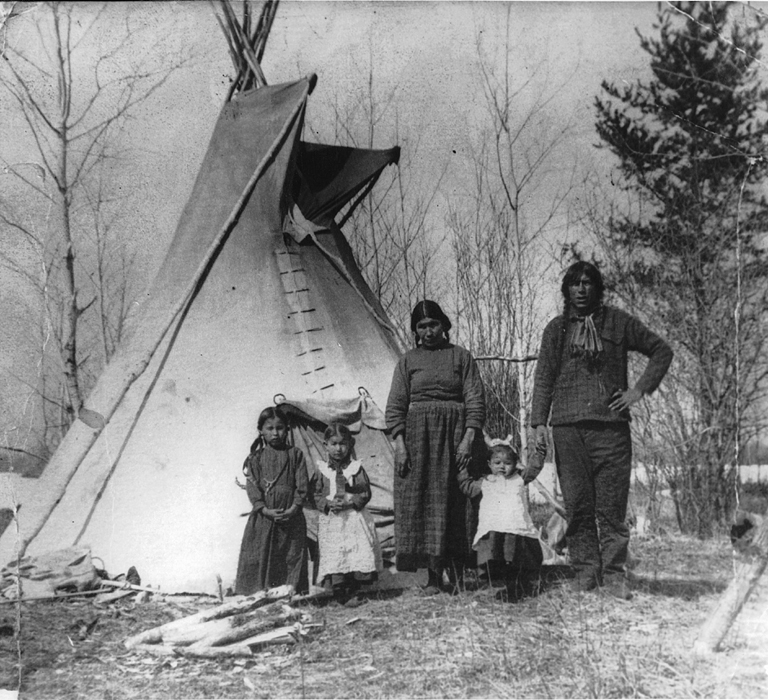
Famille autochtone près de Prince Albert (Saskatchewan), 1919.
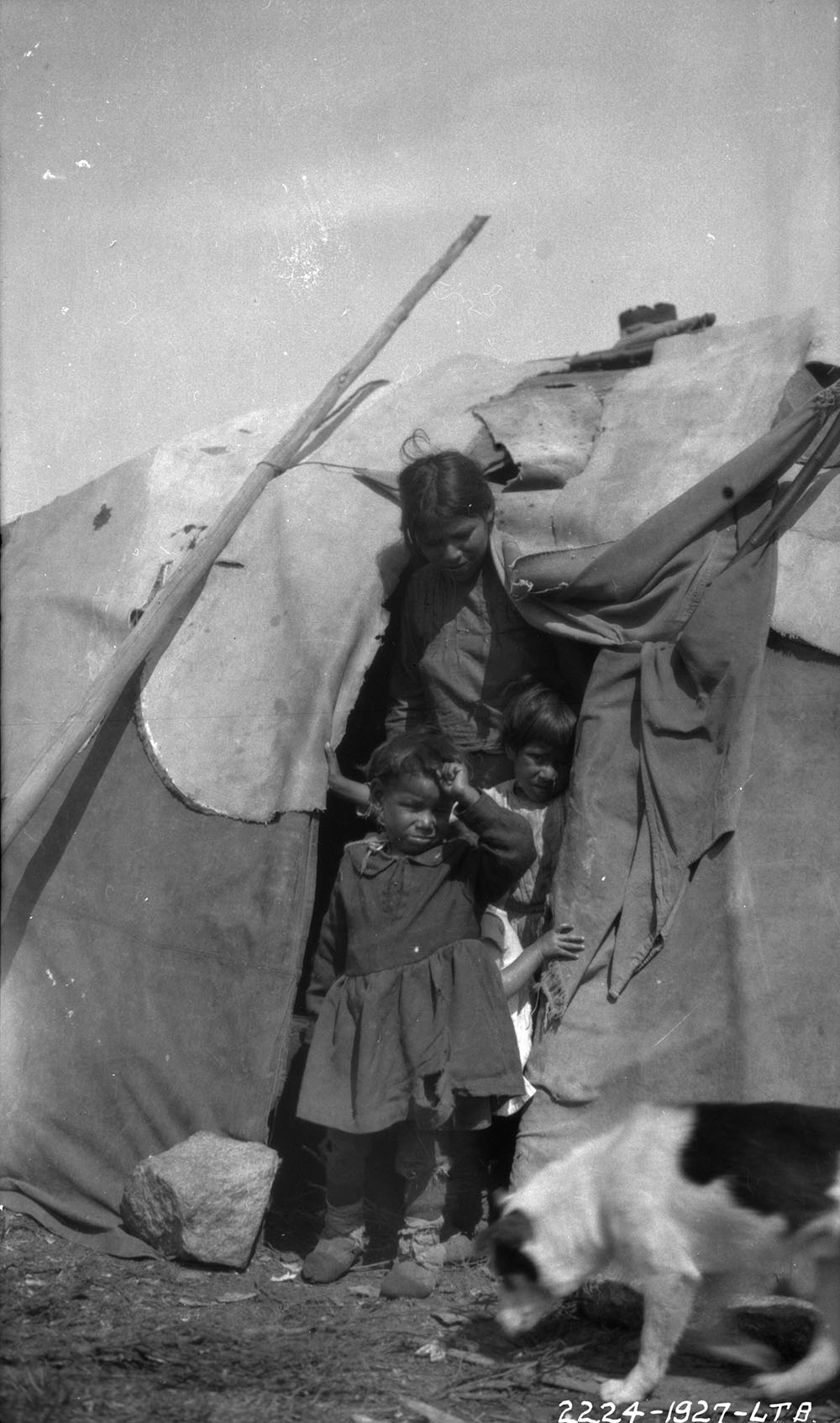
Femme et enfants cris, Rupert House (Waskaganish (municipalité de village cri)). Lachlan T. Burwash. Bibliothèque et Archives Canada, 1927.
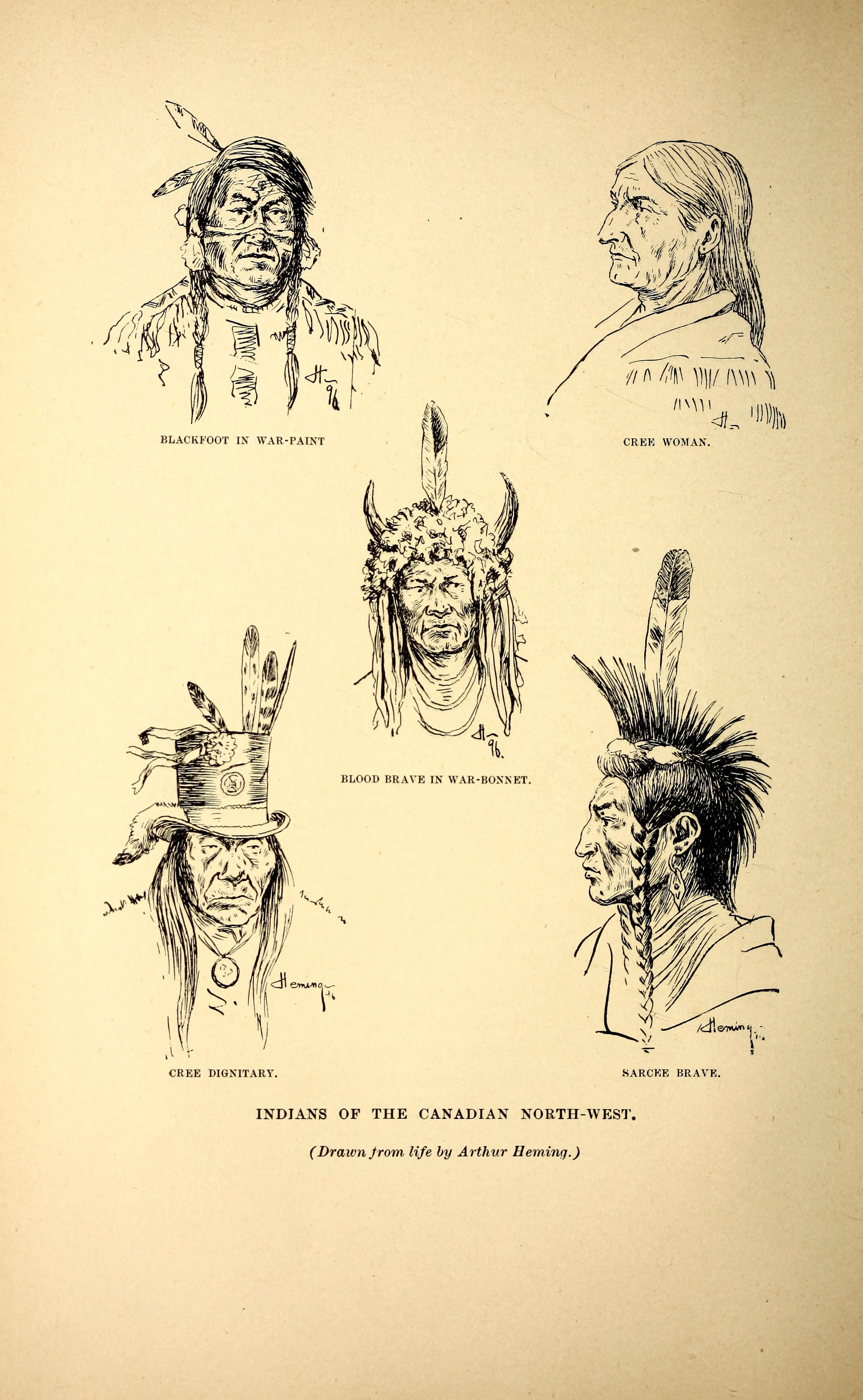
À travers les régions subarctiques du Canada, visages d'autocthones.
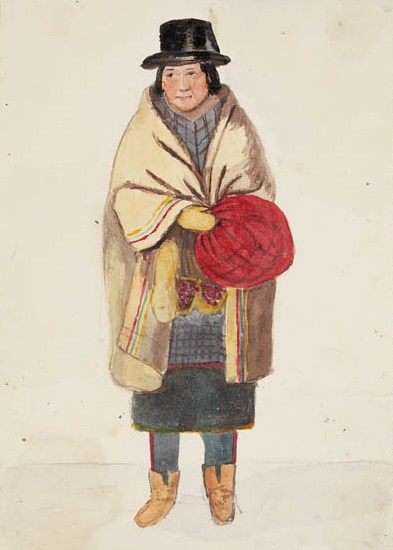
Une femme indienne du Canada (aquarelle, gouache, et gomme arabique, crayon sur papier vélin), vers 1850.
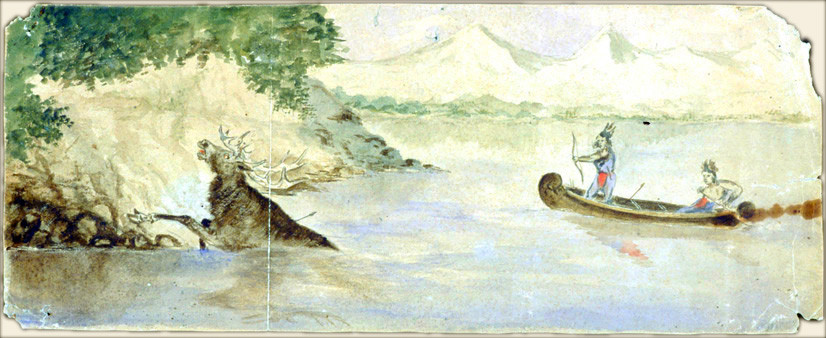
Indiens en canot chassant l'élan, H. Bullock Webster, vers 1874 à 1880, Université de la Colombie-Britannique.
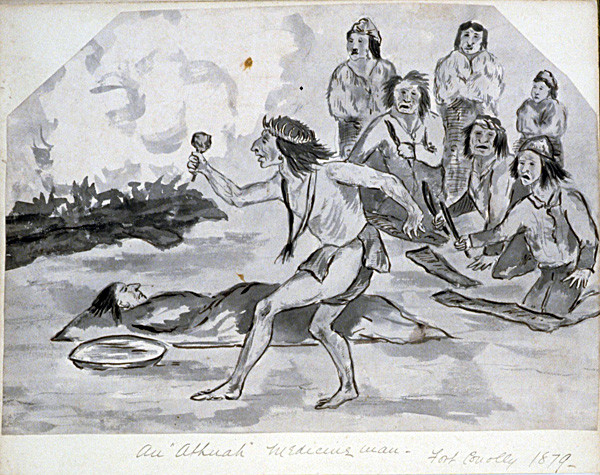
Un guérisseur Alhnah, Bear Lake (Fort Connelly) (en), vers 1879, Université de la Colombie-Britannique.
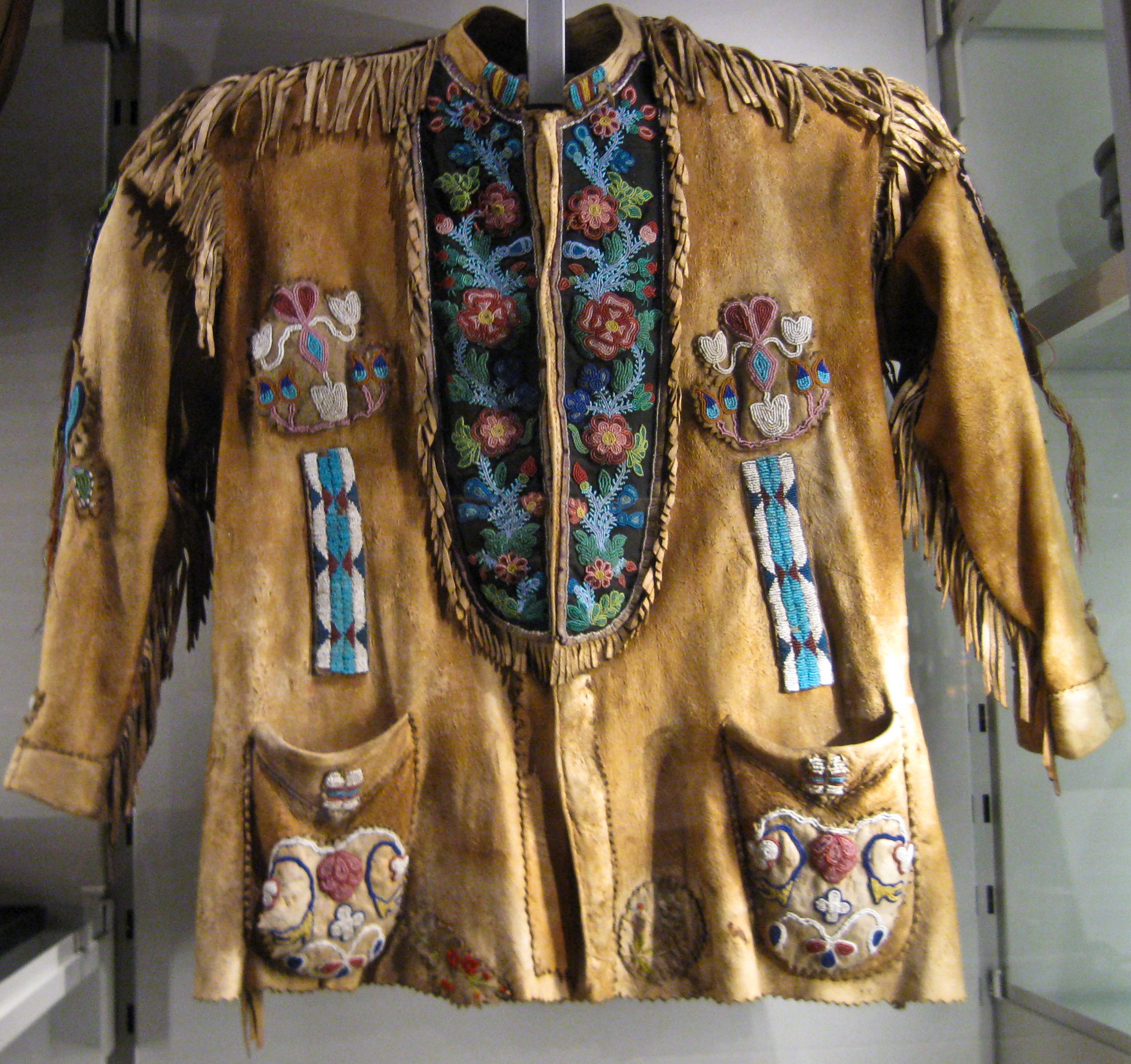
Chemise traditionnelle amérindienne. Exposée dans la collection du Musée d'anthropologie de Vancouver, au Canada.
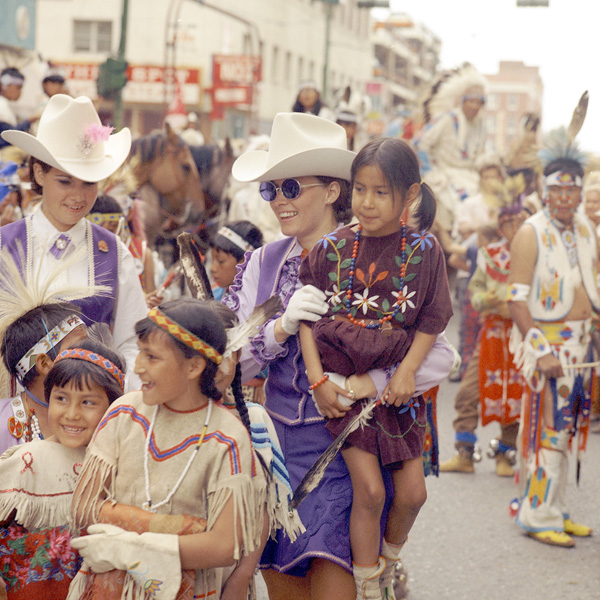
Alberta, Canada, rodeo (Débandade), Premières Nations.
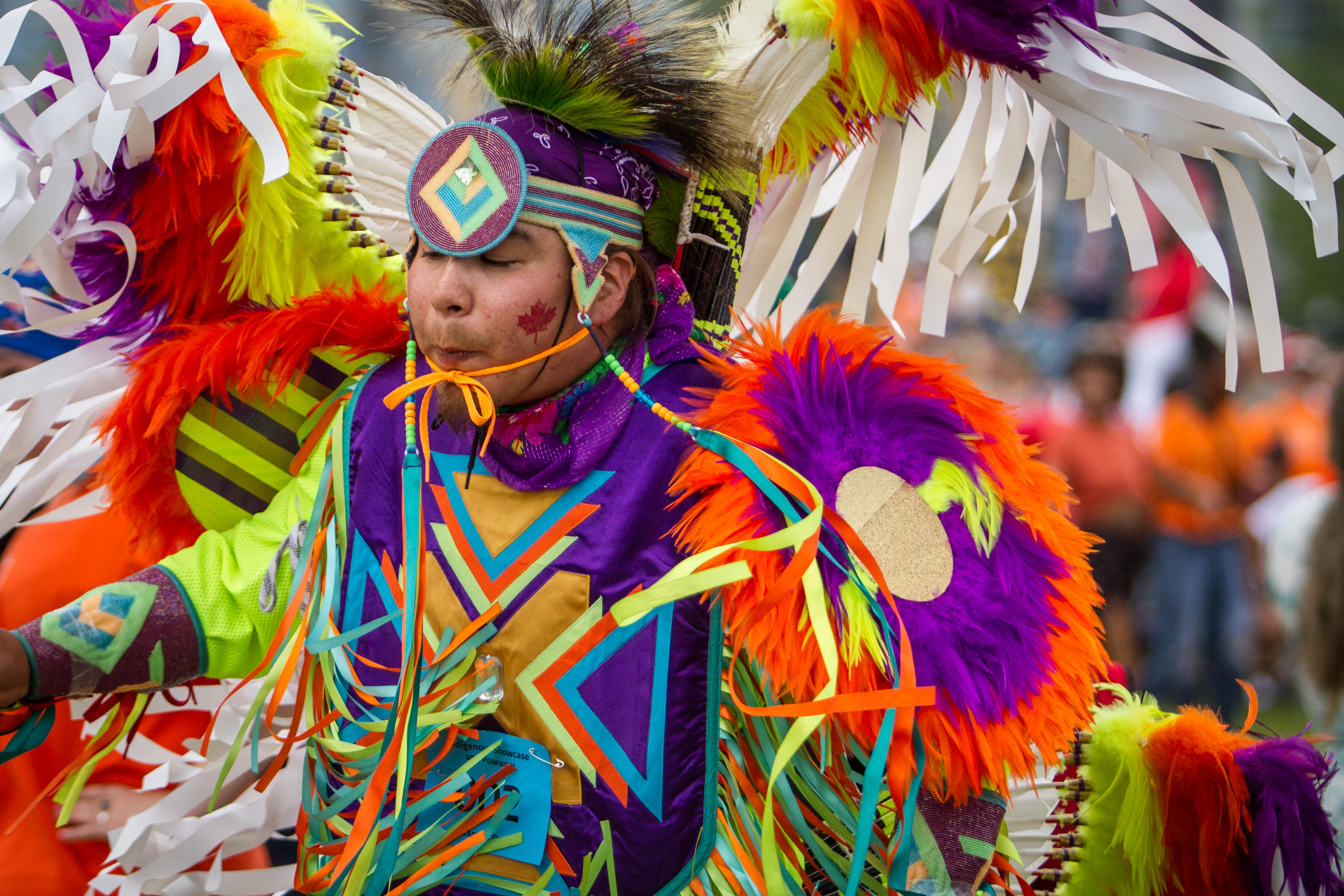
Un danseur des Premières Nations se produit lors des célébrations de la fête du Canada à Calgary, en Alberta - 2022.

### Filmographie
- Le Peuple invisible, documentaire de 2007 sur les Premières Nations du Canada, histoire du peuple algonquin, de Richard Desjardins et Robert Monderie.
- Kanehsatake : 270 ans de résistance, documentaire sur la Crise d'Oka - 1993, par Alanis Obomsawin.

#### Notions
- Famille, Clan, Tribu, Ethnie, Peuple, Nation
- Ethnonymie (Endonymie, Exonymie, Autoethnonyme)
- Autochtone , Allochtone, Indigène, Aborigène
- Ethnogenèse, Ethnocide, Génocide, Génocide culturel, Écocide, Linguicide
- Assimilation culturelle, Conversion linguistique

#### Peuples autochtones canadiens
- Amérindiens, Histoire des Premières Nations du Canada, Liste des Premières Nations du Canada, Autochtones du Canada, Assemblée des Premières Nations

#### Histoire
- Génocide des peuples autochtones
- Meurtres et disparitions de femmes autochtones au Canada (article général : Féminicide)

#### Droit international
- Traités signés entre les Premières Nations et le gouvernement canadien, Revendication globale
- Anthropologie juridique, Savoirs traditionnels, Coutume
- Droit des peuples autochtones (Déclaration des droits des peuples autochtones)
- Terra nullius, Doctrine de la découverte, Colonialisme, Colonisation, Décolonisation, Droit des peuples à disposer d'eux-mêmes
- Conseil circumpolaire inuit, Conseil de l'Arctique, Conseil nordique

#### Études théoriques
- Postcolonialisme, Études décoloniales, Guerres de l'histoire
- Bibliothéconomie autochtone